# Lê Xuân Anh
Lê Xuân Anh sinh ngày 26 tháng 7 năm 1993 tại Thanh Hóa (Việt Nam) là một cầu thủ bóng đá hiện đang thi đấu trong màu áo Hải Phòng tại V.league - 1 ở vị trí hậu vệ.

## Thành tích

### Cấp tuyển quốc gia
- Giải vô địch bóng đá U19 Đông Nam Á: Huy chương bạc (2011)
- BIDC Cúp: Huy chương đồng (2011)

### Câu lạc bộ
V-league 1
- Huy chương đồng (1): (2015)